# 尼加拉瓜国民议会
尼加拉瓜国民议会（西班牙語：Asamblea Nacional de Nicaragua）是尼加拉瓜的国家立法机关。

## 體制
尼加拉瓜国民议会实行一院制。

## 成員組成
由92名议员组成，其中90名经由比例代表制选举产生，2名依憲法第133條規定由卸任總統及最近一屆總統大選最高票落選之總統候選人擔任，每届议会任期5年。

## 現況
現任國民議會議長為桑地诺民族解放阵线的（Gustavo Eduardo Porras Cortés）2017年1月就任、2019年1月連任，任期2年。

## 相關網站
官方网站 （页面存档备份，存于）